# 미야기 히사코
미야기 히사코(일본어: 美柳 日紗子 みやぎ ひさこ[*])는 전 다카라즈카 가극단 하나구미 여역이다. 본명은 키타무라 하루코(北村 治子, 결혼 전 성 : 사사키(佐々木))이다. 다카라즈카 가극단 28기생으로, 교토부 교토시 출신이다.

## 약력
숙모의 권유로 다카라즈카 가극단 테스트를 받아 훌륭하게 합격했다. 전쟁 전 ~ 전쟁 중 ~ 전쟁 후의 다카라즈카 무대에 섰다.
퇴단 후, 신주쿠 스에히로테이의 키타무라 카즈오와 결혼했다.